# Marie Soleil
Pour plus de détails, voir Fiche technique et Distribution.
Marie-Soleil est un film français réalisé par Antoine Bourseiller et sorti en 1966.

## Synopsis
Les amours de deux êtres que tout oppose : Marie-Soleil, jolie blonde de 35 ans, artiste de cabaret, avec Axel, un ingénieur agronome de 10 ans son cadet. Ils s'aiment et bravent les qu'en-dira-t-on jusqu'à ce qu'elle ne le quitte, craignant de voir leur grand amour s'abîmer. Elle lui reviendra, mais refusera toujours de l'épouser...

## Fiche technique
- Titre original : Marie-Soleil
- Réalisation : Antoine Bourseiller
- Assistant à la réalisation : Claude Sautet
- Scénario et dialogues : Antoine Bourseiller
- Décors : Bernard Daydé
- Photographie : Claude Beausoleil
- Montage : Sylvie Blanc
- Musique : Francis Seyrig
- Photographe de plateau : Georges Pierre
- Tournage : 
  - Langue : français
  - Année : 1964
  - Extérieurs : Cahors (Lot)
- Directeur de production : Hubert Mérial
- Société de production : Les Productions de La Guéville
- Société de distribution : Warner Bros Transatlantique
- Pays d'origine :  France
- Format : noir et blanc — 35 mm — monophonique
- Genre : comédie dramatique
- Durée : 85 minutes
- Date de sortie : France - mars 1966
- (fr) Classifications CNC : tous publics, Art et Essai (visa d'exploitation no 29228 délivré le 7 janvier 1965)

## Distribution
- Danièle Delorme : Marie-Soleil
- Jacques Charrier : Axel
- Chantal Darget : Kafka
- Michel Piccoli : Raoul
- Roger Blin : Karl, le patron
- Diane Lepvrier : Élise
- Geneviève Brunet : Thérèse, la polonaise
- Christian Barbier : le directeur de l'exploitation agricole
- Brigitte Bardot : elle-même (caméo, non créditée)

## Autour du film
- Unique réalisation cinématographique d’Antoine Bourseiller
- Danièle Delorme[1] : « Marie-Soleil ne connut pas non plus le succès espéré et ce fut, à mon avis, une sacrée injustice. Antoine est un grand artiste, je persiste et je signe, et je regrette qu'il n'ait jamais plus tourné de film. Ne voulant plus s'y risquer, il se dirigea vers l'opéra. Mais, quoi, il n'y a pas que le cinéma dans l'existence et l'amitié vraie est plus rare encore que les bons films ! »